# Dysons brownsche Bewegung
Dysons brownsche Bewegung ist die Lösung einer stochastischen Differentialgleichung, die eine Verbindung zwischen der stochastischen Analysis und der Theorie der Zufallsmatrizen macht. Sie beschreibt den Eigenwert-Prozess einer hermiteschen Zufallsmatrix, deren Einträge Ornstein-Uhlenbeck-Prozesse sind.
Sie ist nach Freeman Dyson benannt, der sie zuerst entdeckt hatte.

## Theorem
Sei {\displaystyle \Sigma ^{n}(x)=(\lambda _{1}(x),\dots ,\lambda _{n}(x))_{x\geq 0}} ein stochastischer Prozess mit {\displaystyle \lambda _{1}(x)\leq \dots \leq \lambda _{n}(x)}. Dann ist {\displaystyle \Sigma ^{n}(x)} Dysons brownsche Bewegung falls sie die schwache Lösung für
{\displaystyle \mathrm {d} \Sigma _{i}^{n}(x)={\frac {\sqrt {2}}{\sqrt {\beta n}}}\mathrm {d} B_{i}(x)+{\frac {1}{n}}\sum \limits _{i\neq i'}{\frac {\mathrm {d} x}{\lambda _{i}(x)-\lambda _{i'}(x)}},\quad i=1,\dots ,n}
ist, wobei {\displaystyle \mathrm {d} B} eine {\displaystyle n}-dimensionale brownsche Bewegung ist. {\displaystyle \Sigma ^{n}} ist der Eigenwert-Prozess der matrixwertigen Brownschen Bewegung mit {\displaystyle \beta =\{1,2\}}
{\displaystyle X^{n,\beta }(x)=X^{n,\beta }(0)+H^{n,\beta }(x),\quad x\geq 0}
wobei {\displaystyle H^{n,\beta }} eine hermitesche Zufallsmatrix ist mit Einträgen
{\displaystyle h_{k,l}={\begin{cases}{\frac {1}{\sqrt {\beta n}}}(B_{k,l}+i(\beta -1)B'_{k,l})&k<l\\{\frac {2}{\sqrt {\beta n}}}B_{l,l}&k=l\end{cases}}}
und {\displaystyle B_{k,l},B'_{k,l}} sind iid standard brownsche Bewegungen.